# Condado de Taboada
El condado de Taboada es un título nobiliario español, otorgado el 20 de septiembre de 1683 por el rey Carlos II, a favor de María Teresa de Taboada Villamarín y Castro.

## Condes de Taboada
|                        | Titular                                                 | Periodo                |
| Creación por Carlos II | Creación por Carlos II                                  | Creación por Carlos II |
| ---------------------- | ------------------------------------------------------- | ---------------------- |
| I                      | María Teresa de Taboada Villamarín y Castro             | 1683-1727              |
| II                     | Antonio Pedro Nolasco de Lanzós y Taboada               | 1727-1754              |
| III                    | Francisco Javier de Lanzós y Taboada                    | 1754-1765              |
| IV                     | Gonzalo Manuel de Lando y Lanzós                        | 1768-1785              |
| V                      | Benito Cayetano Antonio Gil Taboada y Lemos             | 1785-1813              |
| VI                     | Antonio Vicente Gil de Taboada y Gil Taboada            | 1813-1816              |
| VII                    | Felipe Vicente Gil Taboada y Gil Taboada                | 1816-1826              |
| VIII                   | José Gil de Taboada y Gil de Taboada                    | 1826-1828              |
| IX                     | Vicente Gil de Taboada                                  | 1828-1830              |
| X                      | Manuel Roldán y Gil de Taboada                          | 1830-1832              |
| XI                     | Nicolás Roldán y Riobóo                                 | 1833-1842              |
| XII                    | Vicente Roldán y Riobóo                                 | 1844-1851              |
| XIII                   | María de la Presentación Roldán y Riobóo                | 1852-1873              |
| XIV                    | Manuela Agar y Roldán                                   | 1875-1880              |
| XV                     | Amelia García de Paredes y Agar                         | 1880-1890              |
| XVI                    | María de la Presentación de la Maza y García de Paredes | 1890-1959              |
| XVII                   | Leopoldo González de la Maza                            | 1961-2005              |
| XVIII                  | Amelia González de la Maza                              | 2007-2013              |
| XIX                    | Vicente Arias Mosquera                                  | 2018-                  |

## Historia de los condes de Taboada

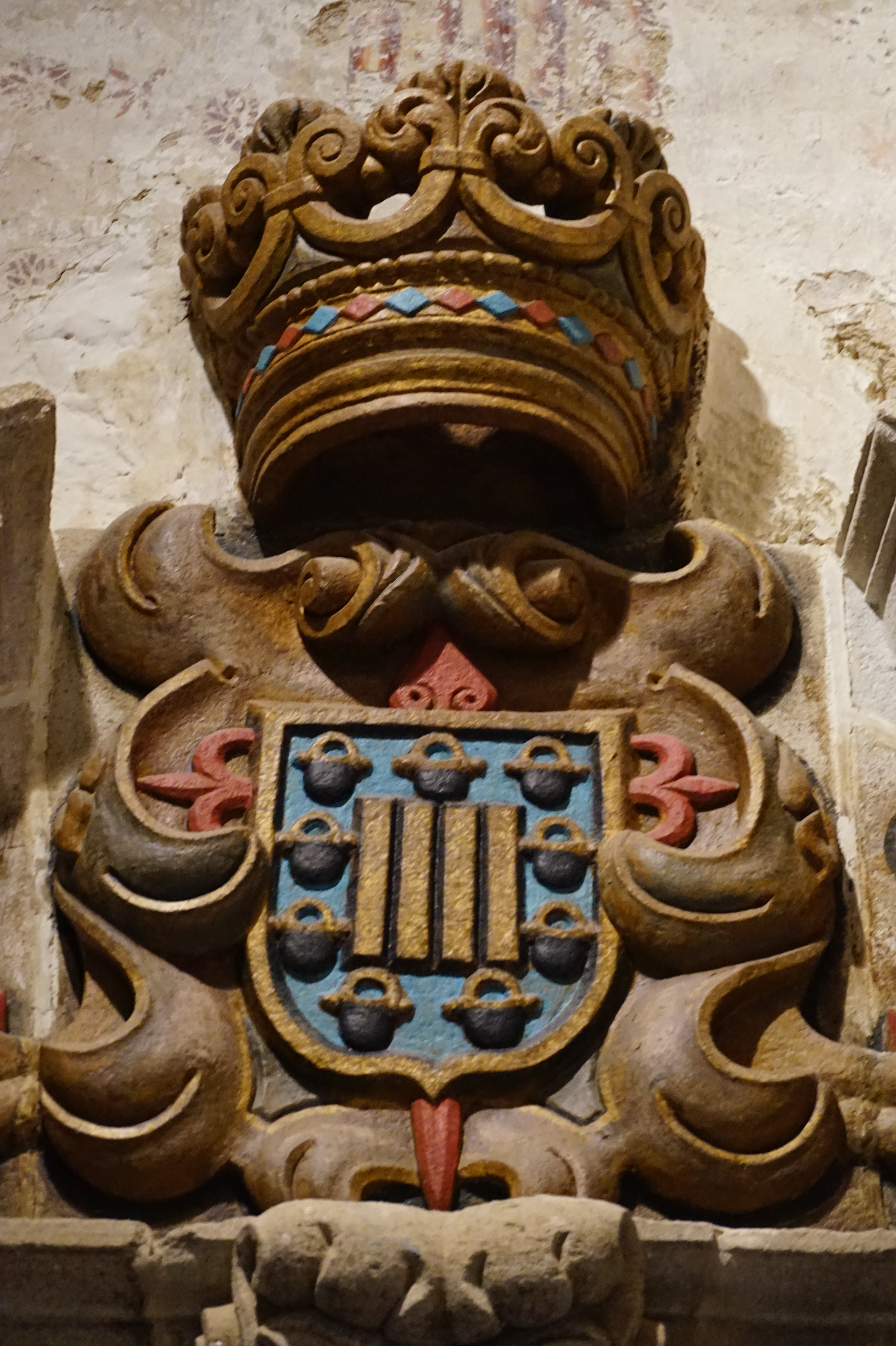
Escudo de los condes de Taboada en la Iglesia de San Pedro de Bembibre, en Taboada

- María Teresa de Taboada Villamarín y Castro (baut. 21 de octubre de 1668-13 de febrero de 1727), I condesa de Taboada hija de Juan Taboada Ribadeneira (1635-9 de diciembre de 1681) y de su esposa Aldonza de Castro y Villamarín.[3][a]

Contrajo matrimonio el 22 de julio de 1687 con José Benito de Lanzós Novoa y Andrade (también llamado José Benito de Lanzós y Sotomayor), IV conde de Maceda, que desde 1710 llevaba aparejada la Grandeza de España. Fueron padres de cuatro hijos: Antonio, que heredó los títulos de sus padres; Baltasar, que falleció soltero antes que su hermano primogénito;  María Ignacia, que fue la esposa de Juan Manuel de León y Lando; V conde de la Fuente del Saúco;  y Francisco Xavier, que sucedió a su hermano Antonio.
- Antonio Pedro Nolasco de Lanzós y Taboada (baut. 2 de febrero de 1689-16 de febrero de 1754), II conde de Taboada y V conde de Maceda, Grande de España, fue coronel, mariscal de campo, virrey de Navarra y Gobernador de Madrid.[5][8]

Casó en primeras nupcias en 1713 con Margarita de Silva y Cardona y en segundas en 1730 con Antonia María Fernández de Velasco (m. 1751). Sin descendencia de ninguno de sus matrimonios, le sucedió su hermano.
- Francisco Xavier de Lanzós y Taboada (baut. 7 de diciembre de 1699-29 de septiembre de 1765), III conde de Taboada y VII conde de Maceda, Grande de España.[5] Fue caballero de la Orden de Santiago, gentilhombre de cámara del rey Carlos III, alférez mayor y regidor de Betanzos y embajador en Lisboa.[5][9]

Se casó el 22 de marzo de 1761 con María Teresa Osorio Vega (también llamada María de la Portería Osorio y Fernández de Velasco) de quien tuvo una hija, María de la Concepción Lanzós (m. 29 de septiembre de 1768), que murió a los tres años.  En María Franco Cordido tuvo un hijo natural, José Longinos Lanzós y Andrade, que fue reconocido y que después pleitó por los mayorazgos a la muerte de su tía María Ignacia.  Al III conde de Taboada le sucedió su sobrino, hijo de su hermana María Ignacia y de su esposo, Juan Manuel de León y Lando, V conde de la Fuente del Saúco.

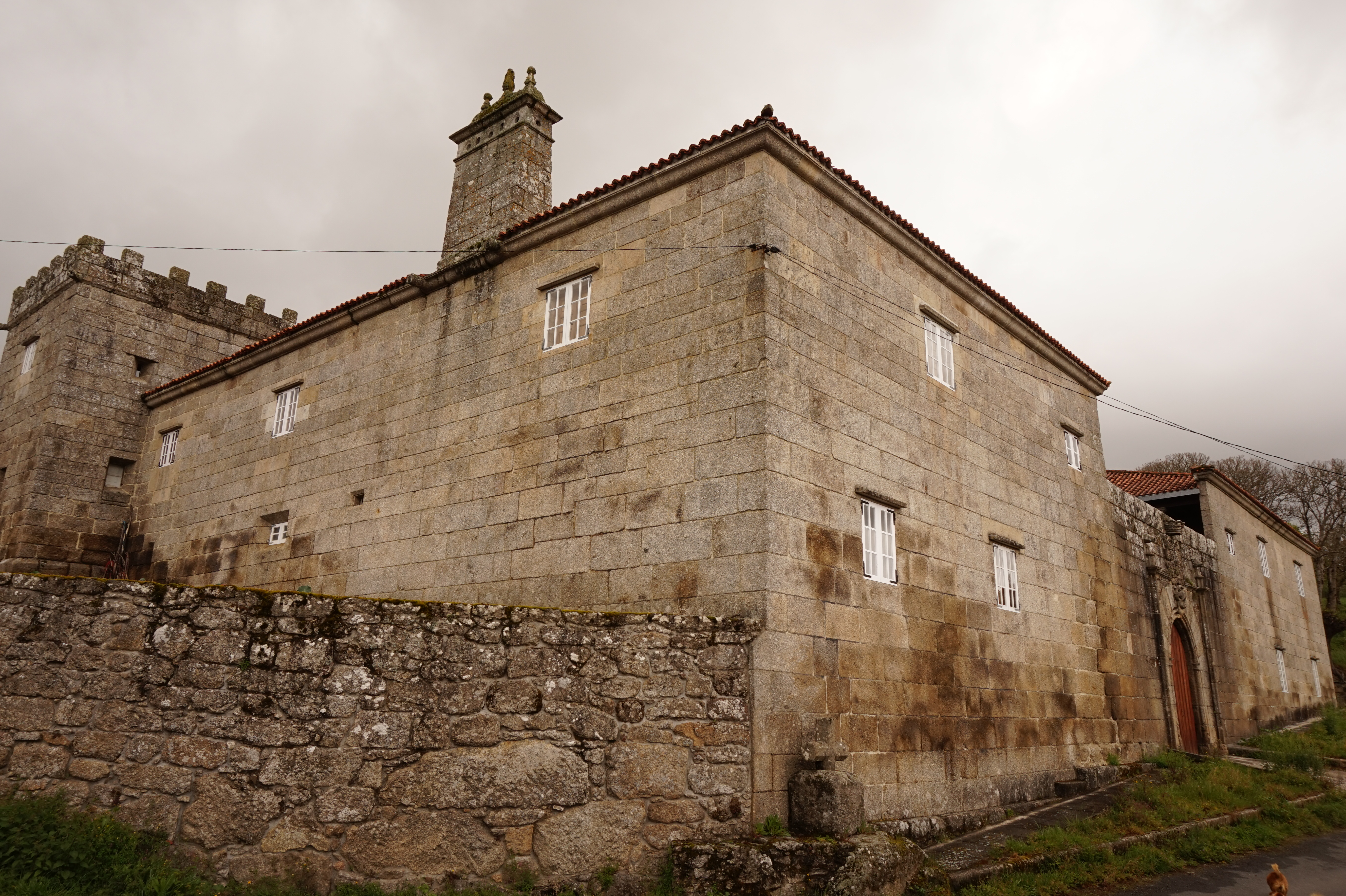
Pazo de los condes de Taboada en Taboada

- Gonzalo Manuel de Lando y Lanzos (baut. 30 de enero de 1716-Córdoba, 20 de octubre de 1785)  IV conde de Taboada, IX conde de Maceda,[5] grande de España, V conde de Fuente del Saúco, caballero de la Orden de Carlos III.[9]

Casó con María Teresa de Córdoba y Fernández de Velasco, VIII marquesa de Jódar. Falleció sin dejar descendencia.
- Benito Cayetano Antonio Gil Taboada y Lemos (baut. el 31 de marzo de 1729-1813), V conde de Taboada desde el 5 de agosto de 1796. Fue señor de la fortaleza y jurisdicción de Villamarín y procurador síndico de Santiago de Compostela.[11]. Era hijo de Felipe Gil Villamarín y de María Josefa de Lemos y Taboada, bisnieta de Antonio Jacinto Taboada y Lemos, segundo hijo de la casa de Taboada, y de su esposa Francisca de Castro Bolaño y fue por este parentesco que sus descendientes pudieron acceder al condado de Taboada.[12]

Contrajo matrimonio el 3 de junio de 1751 en Santiago de Compostela con su prima hermana María Manuela Gil Taboada (n. 1725-16 de noviembre de 1804). Nacieron cinco hijos varones y una hembra de este matrimonio.  Le sucedió el hijo primogénito:
- Antonio Vicente Gil Taboada y Gil Taboada (12 de marzo de 1755-ca. 1816 ), VI conde de Taboada Falleció soltero y ya para 1816 figura su hermano como el siguiente conde de Taboada.[14]

- Felipe Vicente Gil Taboada y Gil Taboada (12 de septiembre de 1759-17 de octubre de 1826), VII conde de Taboada.  Falleció soltero y le sucedió su hermano.[15]

- José Benito Gil Taboada y Gil Taboada (3 de abril de 1762- ), VIII conde de Taboada, caballero de la Orden de Malta. Soltero y sin descendencia, le sucedió su hermano gemelo.[16]

- Vicente María Gil Taboada y Gil Taboada (3 de abril de 1762-7 de febrero de 1830 ), IX conde de Taboada, gobernador e intendente de la ciudad y provincia de Trujillo en Perú y caballero de la Orden de San Juan.[16]

Casó en Betanzos el 23 de septiembre de 1829 con su parienta Joaquina Roldán y Rioboo de quien no hubo descendencia. Le sucedió su sobrino.
- Manuel Roldán y Gil Aguilar y Lemos (Betanzos, 25 de diciembre de 1763-ibídem, 24 de noviembre de 1832), X conde de Taboada, fue regidor de Betanzos y maestrante de Ronda.[18]

Contrajo matrimonio el 10 de junio de 1788 con Teresa Rioboo Becerra. Fueron padres de: Nicolás Vicente (X conde de Taboada); María de la Presentación Roldán y Rioboo (XIII condesa de Taboada); María de la Encarnación; Vicente Ferrer (XII conde de Taboada); Francisca de Paula que no sucedió en el título por haber fallecido antes que su hermana, casada con Pedro de Agar y Bustillo, padres de varios hijos, entre ellos, Manuela de Agar y Roldán (XIV) condesa de Taboada; Felipe Antonio; Joaquina Francisca y Luciano Roldán y Rioboo.
- Nicolás Vicente Roldán y Rioboo XI conde de Taboada (Betanzos, 15 de agosto de 1790-23 de enero de 1842), fue oficial del ejército y maestrante de Ronda. Falleció sin descendencia y le sucedió su hermano.[20]

- Vicente Ferrer Roldán y Rioboo (3 de marzo de 1795-12 de agosto de 1851), XII conde de Taboada, sin descendencia, le sucedió su hermana.[21]

- María de la Presentación Roldán y Rioboo (21 de noviembre de 1792-1873), XIII condesa de Taboada con carta de sucesión del 8 de marzo de 1852, murió soltera y sin descendencia. Le sucedió su sobrina, hija de su hermana Francisca Paula.[22]

- Manuela de Agar y Roldán, XIV condesa de Taboada por carta de sucesión del 22 de marzo de 1875.[22]

Casó con José García de Paredes y Losada, mariscal de campo.  Le sucedió su hija.
- Amelia García de Paredes y Losada, XV condesa de Taboada por carta de sucesión del 8 de marzo de 1880.[22]

Casó con su primo Leopoldo de la Maza y Agar. Le sucedió su hija.
- María Presentación de la Maza García de Paredes (m. 16 de julio de 1959),[23] XVI condesa de Taboada, por carta de sucesión del 30 de septiembre de 1890.[22]

Casó con Eduardo González de la Barrera Caro, coronel de artillería.  Fueron padres de cuatro hijos: Leopoldo, que fue el XVII conde; Amelia; que sucedió a su hermano y fue la XVIII condesa de Taboada; María Presentación y María González de la Maza.
- Leopoldo González de la Maza (m. 1 de julio de 2005), XVII conde de Taboada por carta de sucesión del 20 de abril de 1961.[24] Le sucedió su hermana.[22]

- Amelia González de la Maza (Betanzos, 27 de septiembre de 1903-ibídem, 4 de marzo de 2013), XVIII condesa de Taboada desde el 11 de julio de 2007.[25][22]</ref> Falleció soltera a los 99 años y donó toda su fortuna a la Fundación Condado de Taboada para la lucha contra el cáncer del que había fallecido su hermano.[26][27]

- Vicente Arias Mosquera, XIX conde de Taboada, actual titular.[28][27]